# آمومیرتوس (سرده)
آمومیرتوس (سرده)(نام علمی: Amomyrtus) نام یک سرده از تیره مورت است.